# Lliga espanyola de futbol sala masculina
La Lliga espanyola de futbol sala, anomenada oficialment Liga Nacional de Fútbol Sala (LNFS), és la màxima competició de futbol sala de l'estat espanyol. De caràcter anual, és organitzada per la Liga Nacional de Fútbol Sala. Fundada l'any 1989, com a resultat de la fusió de diversos organismes que realitzaven competicions separades, organitza dues competicions, la Divisió d'Honor i la Divisió de Plata. Hi participen divuit equips que disputen una primera fase en sistema de tots contra tots a doble volta. Els vuit primer classificats disputen la fase final que es disputa en format de play-offs. El guanyador de la competició és declarat campió de Lliga Nacional i té dret a participar en la UEFA Futsal Champions League, la Supercopa d'Espanya i la Copa Ibèrica de la temporada següent.
La competició ha estat dominada per equips de la Comunitat de Madrid, destacant l'Inter Movistar amb catorze títols (1990-91, 1996, 2002-05, 2008, 2014-18, 2020), rècord absolut del torneig. El Futbol Club Barcelona (2011-13, 2019, 2021-23) amb set i el Club de Fútbol Sala Bisontes Castellón (2000-01), amb dos, són els únics clubs de l'àmbit catalanoparlant que han guanyat la competició.

## Competicions predecessores
Abans de la creació de la Liga Nacional de Futbol Sala l'any 1989, a Espanya es van disputar dues lligues de futbol sala simultànies, una organitzada per la Federació Espanyola de Futbol Sala (FEFS), i la segona organitzada per la Reial Federació Espanyola de Futbol (RFEF). Prèviament a la creació de qualsevol competició federativa, el futbol sala es limitava a partits d'exhibició i lligues amateurs privades.
La FEFS va néixer l'any 1982 per iniciativa de 60 clubs gallecs que es separaren de la RFEF. De forma paral·lela, el president d'Interviú Lloyd's, el periodista radiofònic José María García, denuncià irregularitats arbitrals així com disconformitat amb la gestió del campionat. Interviú, que jugava la competició de la RFEF, abandonà la copa abans de la seva finalització (que acabà guanyant Unión Sport), i juntament amb d'altres clubs crearen una associació paral·lela, l'ASOFUSA, així com una nova federació, la Federació Espanyola de Futbol Sala (FEFS) i ingressà a la nova federació. El setembre de 1983 la RFEF inicià la primera lliga de futbol sala a Espanya amb el club Chaston de La Corunya com a primer campió. La primera lliga de la FEFS començà la temporada següent i el vencedor fou Interviú Lloyd's, club que guanyà totes les edicions disputades abans de la fusió.
L'any 1989, després de molts anys de disputes, les dues lligues s'uniren, i les dues associacions de clubs, ACEFS i ASOFUSA es fusionaren per crear la LNFS. La FEFS encara organitzà tres lligues més, amb equips amateurs, abans de la seva dissolució.
- Lliga espanyola de futbol sala de la RFEF
- Lliga espanyola de futbol sala de la FEFS

## Clubs participants
A la temporada 2023-24, hi participen 16 equips:
- Alzira FS
- FC Barcelona
- Real Betis Futsal
- Córdoba Patrimonio de la Humanidad
- ElPozo Murcia Costa Càlida
- Inter FS
- Jimbee Cartagena FS
- Jaén FS
- Industrias Santa Coloma
- Quesos Hidalgo Manzanares FS
- Noia Portus Apostoli
- Peñíscola FS
- Ribera Navarra FS
- Mallorca Palma Futsal
- Viña Albali Valdepeñas
- Xota FS

## Historial
| En negreta = Equip guanyador (1) = Nombre de títols Nota: Noms dels equips segons l'època. |

| Edició | Temporada | Campió                        | Resultat | Subcampió               | refs   |
| ------ | --------- | ----------------------------- | -------- | ----------------------- | ------ |
| I      | 1989-90   | Interviú Lloyd's (1)          | 2-0      | Keralite Macer          |        |
| II     | 1990-91   | Interviú Lloyd's (2)          | 2-1      | Marsanz Torrejón FS     |        |
| III    | 1991-92   | Caja Toledo (1)               | 2-0      | ElPozo Murcia           | [ 10 ] |
| IV     | 1992-93   | Pennzoil Marsanz FS (1)       | 2-1      | Caja Castilla La Mancha |        |
| V      | 1993-94   | Maspalomas Sol Europa (1)     | 2-1      | Caja Castilla La Mancha |        |
| VI     | 1994-95   | Pinturas Lepanto Zaragoza (1) | 2-1      | Interviú Boomerang      | [ 11 ] |
| VII    | 1995-96   | Interviú Boomerang (3)        | 2-1      | Toledart FS             |        |
| VIII   | 1996-97   | CLM Talavera (2)              | 3-0      | Platges de Castelló     |        |
| IX     | 1997-98   | ElPozo Murcia (1)             | 3-2      | CLM Talavera            |        |
| X      | 1998-99   | Caja Segovia (1)              | 3-0      | Industrias García       |        |
| XI     | 1999-00   | Platges de Castelló (1)       | 3-0      | CLM Talavera            |        |
| XII    | 2000-01   | Platges de Castelló (2)       | 3-1      | València Vijusa         |        |
| XIII   | 2001-02   | Antena 3 Boomerang (4)        | 3-1      | Miró Martorell          |        |
| XIV    | 2002-03   | Interviú Boomerang (5)        | 3-2      | ElPozo Murcia Turística |        |
| XV     | 2003-04   | Boomerang Interviú (6)        | 3-2      | ElPozo Murcia Turística |        |
| XVI    | 2004-05   | Boomerang Interviú (7)        | 3-1      | ElPozo Murcia Turística |        |
| XVII   | 2005-06   | ElPozo Murcia Turística (2)   | 3-2      | Polaris World Cartagena |        |
| XVIII  | 2006-07   | ElPozo Murcia Turística (3)   | 2-0      | Boomerang Interviú      |        |
| XIX    | 2007-08   | Boomerang Interviú (8)        | 2-0      | ElPozo Murcia Turística |        |
| XX     | 2008-09   | ElPozo Murcia Turística (4)   | 2-0      | Inter Movistar          |        |
| XXI    | 2009-10   | ElPozo Murcia Turística (5)   | 3-1      | MRA Navarra             |        |
| XXII   | 2010-11   | FC Barcelona Alusport (1)     | 3-2      | Caja Segovia            |        |
| XXIII  | 2011-12   | FC Barcelona Alusport (2)     | 3-2      | ElPozo Murcia           |        |
| XXIV   | 2012-13   | FC Barcelona Alusport (3)     | 3-1      | ElPozo Murcia           |        |
| XXV    | 2013-14   | Inter Movistar (9)            | 3-0      | ElPozo Murcia           |        |
| XXVI   | 2014-15   | Inter Movistar (10)           | 3-1      | ElPozo Murcia           |        |
| XXVII  | 2015-16   | Inter Movistar (11)           | 3-1      | FC Barcelona Lassa      |        |
| XXVIII | 2016-17   | Inter Movistar (12)           | 3-2      | FC Barcelona Lassa      |        |
| XXIX   | 2017-18   | Inter Movistar (13)           | 3-2      | FC Barcelona Lassa      |        |
| XXX    | 2018-19   | FC Barcelona Lassa (4)        | 3-2      | ElPozo Murcia           | [ 12 ] |
| XXXI   | 2019-20   | Inter Movistar (14)           | 3-3      | Viña Albali Valdepeñas  | [ 13 ] |
| XXXII  | 2020-21   | FC Barcelona (5)              | 2-1      | Llevant UE FS           | [ 14 ] |
| XXXIII | 2021-22   | FC Barcelona (6)              | 2-0      | Palma Futsal            | [ 15 ] |
| XXXIV  | 2022-23   | FC Barcelona (7)              | 3-0      | Jaén Paraíso Interior   | [ 16 ] |

1. ↑  Després de la suspensió temporal de la lliga pel risc de contagi públic del COVID-19, la competició es va reprendre celebrant una fase final al Palau d'Esports José María Martín Carpena de Màlaga on hi van participar els equips millors classificats de la lliga.
2. ↑  Tot i que la final va finalitzar amb empat a tres entre els dos equips, va guanyar la competició l'Inter Movistar per haver acabat en millor posició a la lliga regular.

## Palmarès
| Equip                          | Campió | Subcampió | Finals | Anys campió | Anys subcampió                                                                           |
| ------------------------------ | ------ | --------- | ------ | --- | ---------------------------------------------------------------------------------------- |
| Interviú Fútbol Sala           | 14     | 3         | 17     | 1989-90, 1990-91, 1995-96, 2001-02, 2002-03, 2003-04, 2004-05, 2007-08, 2013-14, 2014-15, 2015-16, 2016-17, 2017-18, 2019-20 | 1994-95, 2006-07, 2008-09                                                                |
| Futbol Club Barcelona          | 7      | 3         | 10     | 2010-11, 2011-12, 2012-13, 2018-19, 2020-21, 2021-22, 2022-23                                                                | 2015-16, 2016-17, 2017-18                                                                |
| ElPozo Murcia                  | 5      | 10        | 15     | 1997-98, 2005-06, 2006-07, 2008-09, 2009-10                                                                                  | 1991-92, 2002-03, 2003-04, 2004-05, 2007-08, 2011-12, 2012-13, 2013-14, 2014-15, 2018-19 |
| Castilla-La Mancha Fútbol Sala | 2      | 5         | 7      | 1991-92, 1996-97 | 1992-93, 1993-94, 1995-96, 1997-98, 1999-00                                              |
| CFS Bisontes Castellón         | 2      | 2         | 4      | 1999-00, 2000-01 | 1989-90, 1996-97                                                                         |
| Marsanz Torrejón Fútbol Sala   | 1      | 1         | 2      | 1992-93 | 1990-91                                                                                  |
| Caja Segovia Fútbol Sala       | 1      | 1         | 2      | 1998-99 | 2010-11                                                                                  |
| Gran Canaria Fútbol Sala       | 1      | 0         | 1      | 1993-94 | —                                                                                        |
| Sego Zaragoza                  | 1      | 0         | 1      | 1994-95 | —                                                                                        |
| Futbol Sala Garcia             | 0      | 1         | 1      | — | 1998-99                                                                                  |
| València Futbol Sala           | 0      | 1         | 1      | — | 2000-01                                                                                  |
| Futbol Sala Martorell          | 0      | 1         | 1      | — | 2001-02                                                                                  |
| Futsal Cartagena               | 0      | 1         | 1      | — | 2005-06                                                                                  |
| Xota Fútbol Sala               | 0      | 1         | 1      | — | 2009-10                                                                                  |
| Fútbol Sala Valdepeñas         | 0      | 1         | 1      | — | 2019-20                                                                                  |
| Llevant UE Futbol Sala         | 0      | 1         | 1      | — | 2020-21                                                                                  |
| Palma Futsal                   | 0      | 1         | 1      | — | 2021-22                                                                                  |
| Jaén Fútbol Sala               | 0      | 1         | 1      | — | 2022-23                                                                                  |